# Tumisa
El Tumisa (también conocido como Cerro Tumisa) es un estratovolcán del Pleistoceno en los Andes. Situado al este del Salar de Atacama, forma parte de la Zona Volcánica Central, que desde el Mioceno ha estado sometida a una extensa actividad efusiva andesítica/dacítica y a erupciones ignimbríticas. El basamento sobre el que se asienta el Tumisa incluye rocas paleozoicas y productos volcánicos más recientes del volcán Lejía y de las ignimbritas Atana y Patao.
Flujos de bloques, coladas de lava, domos de lava y algunas ignimbritas de composición pumícea forman este volcán compuesto. Más de seis cúpulas de lava y dos conos principales forman parte de este sistema y están rodeados por una plataforma piroclástica, que cubre una superficie de 300 kilómetros cuadrados y está formada por numerosos flujos piroclásticos con un volumen total de 21 kilómetros cúbicos. Los flujos piroclásticos contienen piedra pómez y grandes bloques, algunos de los cuales muestran signos de deformación cuando aún estaban calientes. Los domos de lava y las lavas se agrupan en tres unidades. Presumiblemente, la actividad del Tumisa se inició con erupciones explosivas que generaron el delantal ignimbrítico, posteriormente el magma desgasificado formó los domos de lava y las coladas de lava.
La datación del volcán indica que se rejuvenece a medida que aumenta la altitud, un patrón que puede explicarse bien por un cambio en el sistema magmático o por un deslizamiento progresivo hacia abajo del volcán durante su historia a una velocidad de 0,5-2 centímetros por año. El Tumisa se desarrolló sobre sedimentos lacustres que facilitan el deslizamiento. Esta interpretación se apoya en los patrones de drenaje del volcán, con canales que se doblan hacia fuera y se curvan hacia el oeste. Estos canales posiblemente se formaron sobre las fallas del volcán en deslizamiento. Los valles (quebradas) fueron excavados hace menos de un millón de años durante las etapas glaciares en el flanco norte de Tumisa. También se encuentran morrenas que reflejan el pasado de la glaciación en la montaña; se encuentran a unos 4.900 metros de altitud.
El volcán ha hecho erupción de lavas dacíticas que contienen inclusiones máficas andesíticas. Estas inclusiones se asemejan a las del flujo Soncor del vecino Lascar, situado al noreste. Algunas rocas pueden haber sido influenciadas por la interacción con el carbonato cálcico en las cámaras magmáticas. También están presentes cristales de hornblenda con dimensiones de 5 a 10 milímetros y megacristales de feldespato con dimensiones de hasta 1,5 centímetros . Las texturas de los productos sugieren que se produjo una mezcla de magma durante la actividad. Las dacitas tienen un aspecto porfídico blanco. El complejo de domos está fechado entre 2,5 y 0,5 mya y los piroclásticos asociados entre 1,5 y 0,5 mya y construidos sobre ignimbritas del Terciario. En el domo de Las Mulas se obtuvo una fecha de 1,2±0,6 millones de años. El complejo es de edad pleistocena. Posteriormente se produjo una alteración hidrotermal.
Una falla con actividad probablemente postglacial cruza la laguna Lejía y está asociada al Tumisa, conectando el Tumisa con un maar basáltico y un domo de lava aislado. Corre en dirección noroeste-sureste y cruza el Lejia en su margen sur.
En su ladera oriental hay una mina de azufre abandonada y una carretera que conduce a ella. Los habitantes de Socaire consideran que el Tumisa y sus montañas vecinas, Lausa, Chiliques, Ipira y Miniques, forman parte de una gigantesca mano izquierda humana de 40 por 30 kilómetros en el horizonte oriental.